# Digiplus
DigiPlus o Plus es un Canal de televisión albanés Propiedad de DigitAlb.

## Serie de TV Emitido en Digiplus
| Nombre               | Tipo            | País           | Días al aire       |
| -------------------- | --------------- | -------------- | ------------------ |
| Días de nuestra vida | Telenovela      | Estados Unidos | De lunes a viernes |
| Dollhouse            | Ciencia ficción | Estados Unidos | De lunes a viernes |
| Flor Salvaje         | Telenovela      | Estados Unidos | De lunes a viernes |
| El Fantasma de Elena | Telenovela      | Estados Unidos | De lunes a viernes |
| El e lei             | Serie de TV     | Italia         | Domingos           |
| Comunidad            | Comedia         | Estados Unidos | De lunes a viernes |